# Tessellana nigrosignata
Tessellana nigrosignata is een rechtvleugelig insect uit de familie sabelsprinkhanen (Tettigoniidae). De wetenschappelijke naam van deze soort is voor het eerst geldig gepubliceerd in 1863 door Costa.
1. ↑  (en) Tessellana nigrosignata op de IUCN Red List of Threatened Species.